# Sieb des Eratosthenes
Das Sieb des Eratosthenes ist ein Algorithmus zur Bestimmung einer Liste oder Tabelle aller Primzahlen kleiner oder gleich einer vorgegebenen Zahl. Es ist nach dem griechischen Mathematiker Eratosthenes  benannt. Allerdings hat Eratosthenes, der im 3. Jahrhundert v. Chr. lebte, das Verfahren nicht entdeckt, sondern nur die Bezeichnung „Sieb“ für das schon lange vor seiner Zeit bekannte Verfahren eingeführt.
Es ist das einfachste Beispiel von in der analytischen Zahlentheorie verwendeten ausgefeilten Methoden der Siebtheorie (zum Beispiel von Adrien-Marie Legendre, Viggo Brun, Atle Selberg, Alfred Renyi, Pál Turán, Juri Linnik, Klaus Friedrich Roth, Enrico Bombieri, Askold Winogradow, John Barkley Rosser, Hugh Montgomery, John Friedlander, Henryk Iwaniec, Roger Heath-Brown). Der erste Schritt war die Verbesserung bzw. Umformulierung von Eratosthenes’ Sieb durch Legendre mit Hilfe der Möbiusfunktion mit zugehöriger Legendre-Identität und der Anfang moderner Siebmethoden war dessen Verbesserung durch Brun 1915.

## Funktionsweise

Basisverfahren: Es werden alle Vielfachen einer Primzahl markiert.

Zunächst werden alle Zahlen 2, 3, 4, … bis zu einem frei wählbaren Maximalwert S aufgeschrieben. Die zunächst unmarkierten Zahlen sind potentielle Primzahlen. Die kleinste unmarkierte Zahl ist immer eine Primzahl. Nachdem eine Primzahl gefunden wurde, werden alle Vielfachen dieser Primzahl als zusammengesetzt markiert. Man bestimmt die nächstgrößere unmarkierte  Zahl. Da sie kein Vielfaches von Zahlen kleiner als sie selbst ist (sonst wäre sie markiert worden), kann sie nur durch eins und sich selbst teilbar sein. Folglich muss es sich um eine Primzahl handeln. Diese wird dementsprechend als Primzahl ausgegeben. Man streicht wieder alle Vielfachen und führt das Verfahren fort, bis man am Ende der Liste angekommen ist. Im Verlauf des Verfahrens werden alle Primzahlen ausgegeben.
Da mindestens ein Primfaktor einer zusammengesetzten Zahl immer kleiner gleich der Wurzel der Zahl sein muss, ist es ausreichend, nur die Vielfachen jener Primzahlen zu streichen, die kleiner oder gleich der Wurzel der Schranke S sind.
Ebenso genügt es beim Streichen der Vielfachen, mit dem Quadrat der Primzahl zu beginnen, da alle kleineren Vielfachen bereits markiert sind.
Das Verfahren beginnt also damit, die Vielfachen 4, 6, 8, … der kleinsten Primzahl 2 durchzustreichen. Die nächste unmarkierte Zahl ist die nächstgrößere Primzahl, die 3. Anschließend werden deren Vielfache 9, 12, 15, … durchgestrichen, und so weiter.

## Demonstration
Verfahren, wie die Primzahlen zwischen 2 und 120 ermittelt werden:
Erst werden alle Vielfachen von 2 gestrichen, dann alle Vielfachen von 3, 5, und 7. Die Markierungen beginnen jeweils mit dem Quadrat der Primzahl: 4, 9, 25, 49. Da bereits 112 = 121 nicht mehr im Wertebereich liegt, werden ab 11 keine zusammengesetzten Zahlen mehr markiert; alle noch unmarkierten Zahlen sind prim.

## Implementierung
Eine beispielhafte Implementierung des Algorithmus als Pseudocode:
```
 
const
 
N
 
=
 
10000

 
var
 
gestrichen
:
 
array
 
[
2
..
N
]
 
of
 
boolean

 
// Initialisierung des Primzahlfeldes

 
// Alle Zahlen im Feld sind zu Beginn nicht gestrichen

 
for
 
i
 
=
 
2
 
to
 
N
 
do

     
gestrichen
[
i
]
 
=
 
false

 
end

 
// Siebe mit allen (Prim-) Zahlen i, wobei i der kleinste Primfaktor einer zusammengesetzten

 
// Zahl j = i*k ist. Der kleinste Primfaktor einer zusammengesetzten Zahl j kann nicht größer

 
// als die Quadratwurzel von j <= n sein.

 
for
 
i
 
=
 
2
 
to
 
sqrt
(
N
)
 
do

     
if
 
not
 
gestrichen
[
i
]
 
then

         
// i ist prim, gib i aus...

         
print
 
i
;

         
print
 
"
,
 
"
;

         
// ...und streiche seine Vielfachen, beginnend mit i*i

         
// (denn k*i mit k<i wurde schon als Vielfaches von k gestrichen)

         
for
 
j
 
=
 
i
*
i
 
to
 
N
 
step
 
i
 
do

             
gestrichen
[
j
]
 
=
 
true

         
end

     
end
 
if

 
end

 
// Gib die Primzahlen größer als Wurzel(n) aus - also die, die noch nicht gestrichen wurden

 
for
 
i
 
=
 
sqrt
(
N
)
+
1
 
to
 
N
 
do

     
if
 
not
 
gestrichen
[
i
]
 
then

         
// i ist prim, gib i aus

         
print
 
i
;
 
"
,
 
"
;

     
end
 
if

 
end

```

Optimiertes Verfahren: Es werden nur die bisher nicht markierten Vielfachen einer Primzahl markiert

Das Verfahren lässt sich optimieren, wenn nur die ungeraden Zahlen darin abgespeichert werden. Generell kann man zu einem (kleinen) Produkt von (Prim)zahlen die möglichen Primzahlen bestimmen. Das Sieben muss dann nur auf das Vielfache dieser Zahlen angewendet werden. Im Beispiel besteht jede Zeile aus 10 = 2*5 Einträgen. Man kann erkennen, dass die Vielfachen von 2, 4, 5, 6, 8, 10 in den darunter liegenden Zeilen nicht betrachtet werden müssen, da sie als Vielfache von 2 bzw. 5 nicht als Primzahlen in Fragen kommen. Diese Vielfachen sind als vertikale Linien erkennbar.
Es gibt effizientere Verfahren als das Sieb des Eratosthenes (z. B. das Sieb von Atkin).